# Aldina latifolia
Aldina latifolia är en ärtväxtart som beskrevs av George Bentham. Aldina latifolia ingår i släktet Aldina och familjen ärtväxter.

## Underarter
Arten delas in i följande underarter:
- A. l. auyantepuiensis
- A. l. latifolia
- A. l. pubescens